# 안성 덕봉서원
덕봉서원(德峰書院)은 대한민국 경기도 안성시 양성면 덕봉리에 있는 서원이다. 1972년 5월 4일 경기도의 유형문화재 제8호로 지정되었다.

## 개요
덕봉서원은 오두인의 충절과 덕행을 기리고, 지방 백성의 교육을 위해 지었다. 충정공 오두인(1624∼1689)은 조선 숙종(재위 1674∼1720) 때의 문신으로, 인현왕후의 폐위를 반대하다가 의주로 유배가는 도중에 죽었다.
이 서원은 숙종 21년(1695)에 지어진 후 숙종 23년에 임금이 ‘덕봉’이라는 현판을 하사하여 공인과 지원을 받게 되었다. 고종 8년(1871) 서원철폐령 때에도 헐리지 않고 존속한 전국 47개 서원 가운데 하나이다.
마을입구 언덕에 남동쪽으로 자리잡고 있으며, 아래쪽 낮은 곳에 공부하는 장소가 있고 위쪽 높은 곳에는 제사지내는 사당이 배치되었다. 학생들이 모여 공부하는 강당인 정의당과 생활공간인 동재와 서재, 위패를 모시고 있는 사당, 그리고 외삼문·내삼문·홍살문 등이 있다. 소장 전적과 유물로는 오두인이 지은 『양곡집』과 숙종 7년(1681) 김창협이 그린 오두인의 초상화 1점 등이 있다.
덕봉서원은 큰 규모는 아니지만 건물도 훌륭하고 공간도 매우 짜임새 있게 구성되어 있다. 지금은 교육적 기능은 없어지고 제사 기능만 남아있다.

## 같이 보기

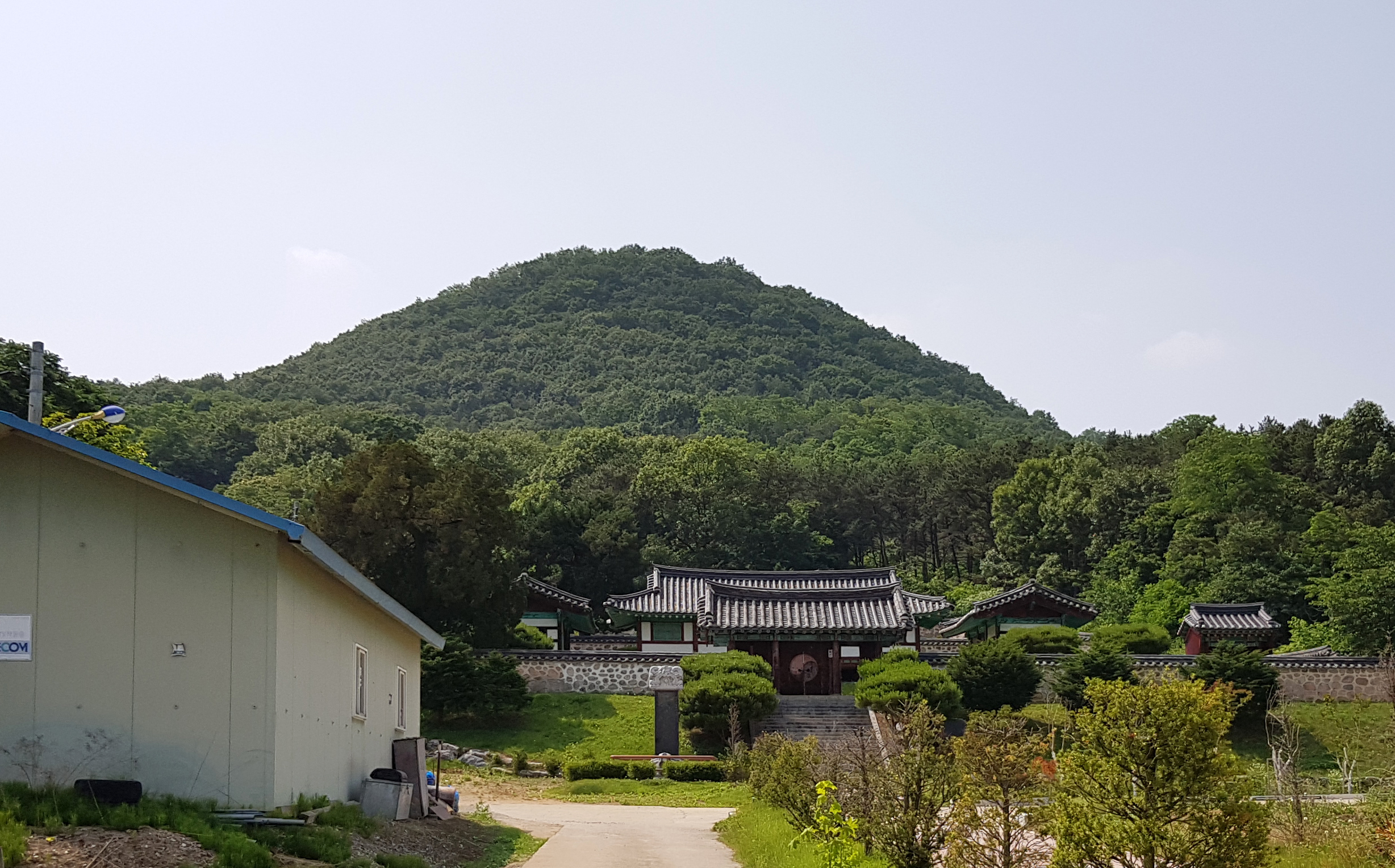

- 오두인

## 참고 자료
- 덕봉서원 - 국가유산청 국가유산포털
- 덕봉서원(德峰書院) - 한국서원연합회